# Nombre de Pell

Els costats dels quadrats utilitzats per construir una espiral de plata són els nombres de Pell.

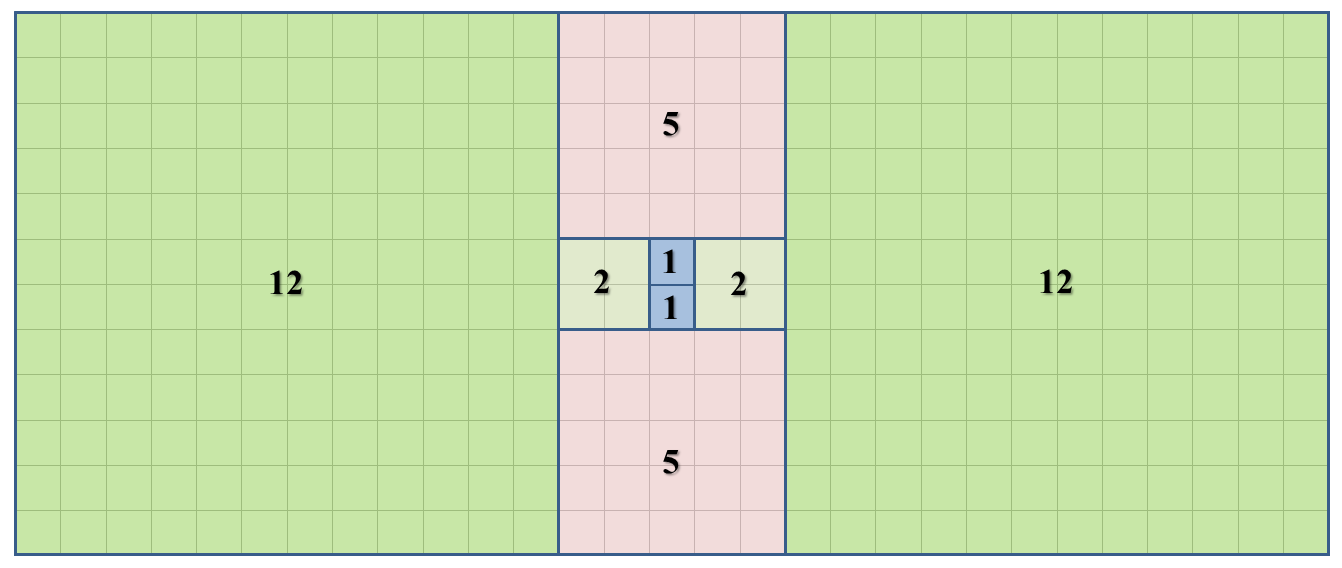
Obtenció gràfica de la successió de nombres de Pell: partint d'un rectangle format per dos quadrats de 1x1, en cada nou pas es van afegint dos quadrats iguals, adjacents al costat més llarg del rectangle resultant al cas anterior. La imatge representa els quatre primers nombres de Pell: 1, 2, 5 i 12.

En matemàtiques, els nombres de Pell són una successió infinita de nombres enters, coneguda des de temps antics, que comprèn els denominadors de la fracció contínua de l'arrel quadrada de 2. La seqüència d'aproximacions obtingudes a partir de la fracció contínua comença 11, 32, 75, 1712, i 4129, per tant la seqüència de nombres de Pell comença amb 1, 2, 5, 12 i 29.
Els numeradors de la mateixa seqüència d'aproximacions corresponen a la meitat dels nombres de Pell-Lucas, també anomenats nombres companys de Pell, una segona sèrie infinita que comença amb 2, 6, 14, 34, i 82.
Tant els nombres de Pell com els nombres companys de Pell es poden calcular mitjançant una relació de recurrència similar a la de la successió de Fibonacci, i les dues seqüències creixen exponencialment, proporcionalment a les potències del nombre de plata {\displaystyle 1+{\sqrt {2}}}.
A més de ser utilitzats per aproximar l'arrel quadrada de 2, els nombres de Pell es poden emprar per trobar nombres quadrats triangulars, per construir aproximacions de nombres enters al triangle rectangle isòsceles, i per resoldre certs problemes d'enumeració combinatòria.
Igual que amb l'equació de Pell, el nom dels nombres de Pell prové de l'atribució errònia realitzada per Leonhard Euler de l'equació i dels nombres derivats d'aquesta al matemàtic britànic John Pell. Els nombres de Pell-Lucas deuen el seu nom al matemàtic francès Édouard Lucas, que estudià les seqüències definides per recurrències d'aquest tipus; els nombres de Pell i els seus associats són successions de nombres de Lucas.

## Nombres de Pell
Els nombres de Pell són definits per la relació de recurrència:
{\displaystyle P_{n}={\begin{cases}0&{\mbox{si }}n=0;\\1&{\mbox{si }}n=1;\\2P_{n-1}+P_{n-2}&{\mbox{en altres casos.}}\end{cases}}}
En paraules, la seqüència dels nombres Pell comença amb 0 i 1, i després cada nombre de Pell és la suma de dos cops el nombre anterior de la seqüència i un cop l'anterior d'aquest. Els primers nombres de la seqüència són:
0, 1, 2, 5, 12, 29, 70, 169, 408, 985, 2378, 5741, 13860, …
Els nombres de Pell també poden ser expressats amb la següent fórmula explícita:
{\displaystyle P_{n}={\frac {\left(1+{\sqrt {2}}\right)^{n}-\left(1-{\sqrt {2}}\right)^{n}}{2{\sqrt {2}}}}.}
Per valors grans de n, el terme {\displaystyle (1+{\sqrt {2}})^{n}} domina aquesta expressió, per tant els nombres de Pell són aproximadament proporcionals a les potències del nombre platejat, anàleg a la taxa de creixement dels nombres de Fibonacci amb potències del nombre d'or.
Una tercera definició és possible, amb la fórmula matricial
{\displaystyle {\begin{pmatrix}P_{n+1}&P_{n}\\P_{n}&P_{n-1}\end{pmatrix}}={\begin{pmatrix}2&1\\1&0\end{pmatrix}}^{n}.}
Moltes identitats es poden derivar o demostrar a partir d'aquestes definicions; per exemple, una identitat anàloga a la identitat de Cassini pels nombres de Fibonacci,
{\displaystyle P_{n+1}P_{n-1}-P_{n}^{2}=(-1)^{n},}
és una conseqüència immediata de la fórmula matricial (que es troba considerant els determinants de les matrius en els costats esquerre i dret de la fórmula de la matriu).

## Aproximació de l'arrel quadrada de dos

Aproximacions racionals a octàgons regulars, amb coordenades derivades dels nombres de Pell.

Els nombres de Pell sorgeixen històricament i més notablement en l'aproximació racional de l'arrel de dos. Si dos nombres enters grans x i y formen una solució en l'equació de Pell:
{\displaystyle x^{2}-2y^{2}=\pm 1,}
llavors la seva ràtio x/y proporciona una aproximació propera a {\displaystyle {\sqrt {2}}}. La seqüència d'aproximacions d'aquesta forma és:
{\displaystyle {\frac {1}{1}},{\frac {3}{2}},{\frac {7}{5}},{\frac {17}{12}},{\frac {41}{29}},{\frac {99}{70}},\dots }
on el denominador de cada fracció és un nombre de Pell i el numerador és la suma d'un nombre de Pell i el seu predecessor en la seqüència. És a dir, les solucions tenen la forma:
{\displaystyle {\frac {P_{n-1}+P_{n}}{P_{n}}}.}
L'aproximació
{\displaystyle {\sqrt {2}}\approx {\frac {577}{408}}}
d'aquest tipus era coneguda pels matemàtics indis en el segle tercer o quart aC. Els matemàtics grecs del segle V aC. també coneixien aquesta seqüència d'aproximacions. Plató es refereix als numeradors com diàmetres racionals. En el segle ii, Teó d'Esmirna fa servir el terme nombres de costat i diàmetre per descriure els denominadors i numeradors de la seqüència d'aproximacions.
Aquestes aproximacions poden derivar-se de l'expansió de la fracció contínua de l'arrel de dos:
{\displaystyle {\sqrt {2}}=1+{\cfrac {1}{2+{\cfrac {1}{2+{\cfrac {1}{2+{\cfrac {1}{2+{\cfrac {1}{2+\ddots \,}}}}}}}}}}.}
Truncant aquesta expansió a qualsevol nombre de termes produeix una de les aproximacions basades en el nombre de Pell en aquesta seqüència, per exemple:
{\displaystyle {\frac {577}{408}}=1+{\cfrac {1}{2+{\cfrac {1}{2+{\cfrac {1}{2+{\cfrac {1}{2+{\cfrac {1}{2+{\cfrac {1}{2+{\cfrac {1}{2}}}}}}}}}}}}}}.}
El fet que els nombres de Pell aproximin l'arrel de dos els permet ser utilitzats per aproximacions racionals precises a un octàgon regular amb coordenades de vèrtexs {\displaystyle (\pm P_{i},\pm P_{i+1})} i {\displaystyle (\pm P_{i+1},\pm P_{i})}. Tots els vèrtexs són equitativament distants a l'origen, i formen angles gairebé uniformes al voltant d'aquest. Alternativament, els punts {\displaystyle (\pm (P_{i}+P_{i-1}),0)}, {\displaystyle (0,\pm (P_{i}+P_{i-1}))}, i {\displaystyle (\pm P_{i},\pm P_{i})} formen octàgons aproximats als quals els vèrtexs són gairebé equitativament distants de l'origen i formen angles uniformes.

## Primers i quadrats
Els primers de Pell són nombres de Pell que també són nombres primers.
Els índexs dels primers en la seqüència de nombres de Pell són en si mateixos primers. Tal com passa amb els nombres de Fibonacci, un nombre de Pell Pn només pot ser primer si n és primer, perquè si d és divisor de n llavors Pd és divisor de Pn.
Els únics nombres de Pell que són quadrats, cubs o qualsevol altra potència major d'un enter són 0, 1 i 168 = 132.
Tot i això, tot i tenir tan pocs quadrats o altres potències, els nombres de Pell tenen una connexió propera amb els nombres quadrats triangulars. Específicament, aquests nombres sorgeixen de la següent identitat dels nombres de Pell:
{\displaystyle {\bigl (}\left(P_{k-1}+P_{k}\right)\cdot P_{k}{\bigr )}^{2}={\frac {\left(P_{k-1}+P_{k}\right)^{2}\cdot \left(\left(P_{k-1}+P_{k}\right)^{2}-(-1)^{k}\right)}{2}}.}
El costat esquerre d'aquesta identitat descriu un nombre quadrat, mentre que el dret descriu un nombre triangular, per tant el resultat és les dues coses.
Santana i Diaz-Barrero (2006) van demostrar una altra identitat que relaciona els nombres de Pell amb nombres quadrats i mostra que la suma dels nombres de Pell fins a P4n+1 és sempre un nombre quadrat:
{\displaystyle \sum _{i=0}^{4n+1}P_{i}=\left(\sum _{r=0}^{n}2^{r}{2n+1 \choose 2r}\right)^{2}=\left(P_{2n}+P_{2n+1}\right)^{2}.}
Per exemple, la suma dels nombres de Pell fins a P₅, 0 + 1 + 2 + 5 + 12 + 29 = 49, és el quadrat de P₂ + P₃ = 2 + 5 = 7. Els nombres P2n + P2n+1 que formen les arrels quadrades d'aquestes sumes es coneixen com a nombres de Newman-Shanks-Williams.

## Triangles pitagòrics

Triangles rectangles enters amb arestes gairebé iguals, es deriven dels nombres de Pell.

Si un triangle rectangle té longituds de costat enteres a, b, c (satisfent necessàriament el Teorema de Pitàgores a2 + b2 = c2), llavors (a, b, c) es coneixen com una terna pitagòrica. Els nombres de Pell es poden fer servir per formar ternes pitagòriques a les quals a i b són nombres consecutius, que correspon a triangles rectangles gairebé isòsceles. Cada una d'aquestes ternes té la forma:
{\displaystyle \left(2P_{n}P_{n+1},P_{n+1}^{2}-P_{n}^{2},P_{n+1}^{2}+P_{n}^{2}=P_{2n+1}\right).}
La seqüència de triples pitagòriques formada d'aquesta manera és
(4, 3, 5), (20, 21, 29), (120, 119, 169), (696, 697, 985), …

## Nombres de Pell–Lucas
Els nombres de Pell-Lucas (o nombres companys de Pell) són nombres definits per la relació de recurrència
{\displaystyle Q_{n}={\begin{cases}2&{\mbox{si }}n=0;\\2&{\mbox{si }}n=1;\\2Q_{n-1}+Q_{n-2}&{\mbox{en altres casos.}}\end{cases}}}
En paraules, els primers dos nombres en la seqüència són 2, i cada nombre successiu és format en sumar dos cops el nombre anterior de la seqüència i un cop l'anterior. Alternativament, s'obté sumant el següent nombre de Pell a l'anterior nombre de Pell: per tant, 82 és el company de 29, i 82 = 2 × 34 + 14 = 70 + 12.
Igual que amb la relació entre nombres de Fibonacci i nombres de Lucas, es compleix que
{\displaystyle Q_{n}={\frac {P_{2n}}{P_{n}}}}
per tot nombre natural n.
Els nombres de Pell-Lucas es poden expressar amb la fórmula explícita:
{\displaystyle Q_{n}=\left(1+{\sqrt {2}}\right)^{n}+\left(1-{\sqrt {2}}\right)^{n}.}
Tots ells són parells; cadascun és el doble del numerador d'una de les aproximacions racionals de l'arrel de 2 comentades anteriorment.
Tal com passa amb la seqüència de Lucas, si un nombre de Pell-Lucas 12Qn és primer, llavors n és o bé primer o una potència de 2.